# 盎姓
盎姓，是一个极罕见姓氏。《姓苑》收。

## 姓氏渊源
盎姓主要渊源有：
1. 盎原为一种腹大口小的盛器，以器为姓；
2. 汉朝爰盎（《史记》作袁盎）的子孙以其名为姓[2]。